# St. Nicolai (Klettenberg)

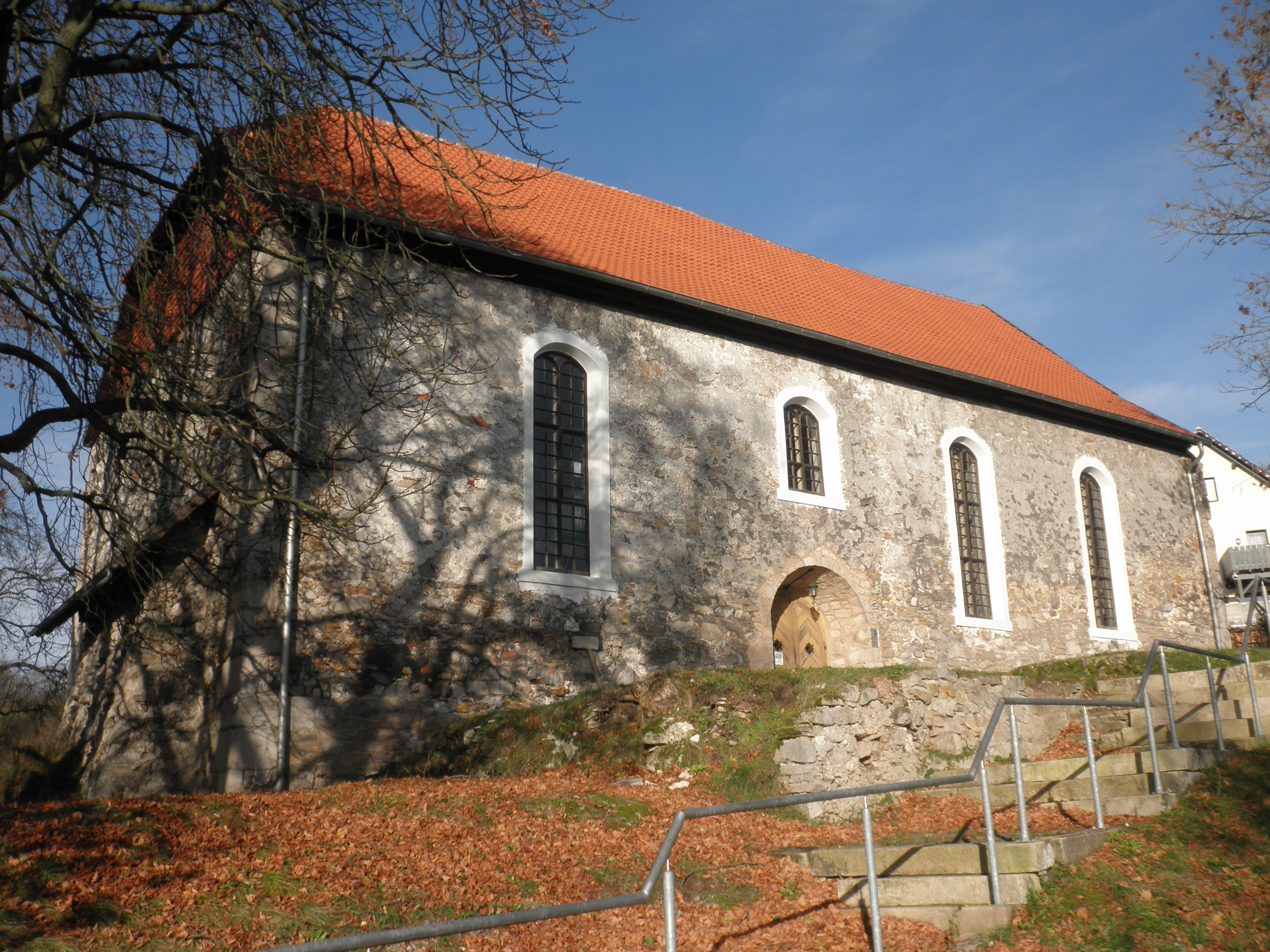
Die Kirche St. Nicolai

Die evangelische Kirche St. Nicolai steht im Ortsteil Klettenberg der Gemeinde Hohenstein im Landkreis Nordhausen in Thüringen. Sie ist aus der ehemaligen Schlosskapelle St. Georgii hervorgegangen, die 1647 repariert und um 1681 als Dorfkirche der Gemeinde neu aufgebaut wurde. Ihre irrtümliche Benennung erhielt sie durch eine Verwechslung des Patroziniums mit der abgerissenen, ehemaligen sog. Unterkirche „St. Nicolai“, als sie 1993 wieder in Betrieb genommen wurde.

## Geschichte
Die St.-Nicolai-Kirche ging als St.-Georgii-Kirche aus der ehemaligen Schlosskapelle der Burg Klettenberg hervor. Sie war ursprünglich den Ritter- und Burgsaßen sowie den Freigutsbesitzern der Residenz Klettenberg vorbehalten und wurde zu Zeiten der Sayn-Wittgensteinschen Regierung, während einer Pestepidemie im Jahr 1681, durch den Hof- und Schlossprediger Mehler neu erbaut. Erst im Jahr 1706 wurde sie geweiht, da die Dorfbewohner noch bis dahin die Unterkirche Beatae Mariae Virginis genutzt hatten. Seit 1706 ist das Gotteshaus für alle Orts- und Burgbewohner Kirche geworden.
Die Unterkirche Beatae Mariae Virginis, wegen ihrer einsamen Lage auch Klauskirche genannt, verlor bis 1718 ihre Funktion für die Gemeinde als das zur Kirche dienende „Klaushaus“ wegen der Orgelreparatur verkauft werden musste. Sie wurde danach nur noch für Beerdigungen auf dem angrenzenden sog. Klauskirchhof genutzt, den die Gemeinde erst 1879 schloss. Reste der Klaus- oder Marienkirche befinden sich noch heute, in Form ihres ehemaligen, hölzenernen Kirchturms, im Ort. Zu dessen Instandsetzung hat sich die Gemeinde Klettenberg am 6. Oktober 1938 allein verpflichtet. Bis in die Mitte des vorigen Jahrhunderts dienten die noch vorhandenen Glocken des Klauskirchturms zum Einläuten des Gottesdienstes, das stets eine Viertelstunde vor dem eigentlichen Schlag der Oberkirche stattfand, damit die verstreut wohnenenden Einwohner unterhalb des Berges Zusammenberufungen rechtzeitig mitbekamen. Die Umbenennung der Klaus- bzw. Marienkirche in St. Nicolai-Kirche geschah erst im Laufe des 18. Jahrhunderts, mithin nach ihrer Aufgabe.
In zeitgenössischen Texten finden sich auch die Bezeichnungen Oberkirche für die heutige St.-Nicolai-Kirche (St. Georgii) und Unterkirche für die alte Marien- bzw. Nicolai-Kirche im Dorf.
In den Jahren 1931–1933 wurde die Kirche auf Betreiben des Vikars Otto Steinwachs saniert, ihr Dach um- und südseitig neu eingedeckt, das Mauerwerk im Nordwesten mit betonierten Ankern neu aufgeführt, der Innenraum mit Ziegelmauern eingeschalt und verputzt. Dazu erhielten verschiedene Teile des Innenraums, u. a. die Altarwand, die Orgel, die Empore und das Gestühl Ausbesserungen. Im Altar entdeckte die Gemeinde dabei einen eingemauerten, romanischen Taufstein samt Sockel.
Im Jahr 1978 musste die Kirche wegen der Grenzsicherungsmaßnahmen der DDR aufgegeben werden. Sie war seit 1976 als Ruine ausgewiesen, verschiedene bauliche Sicherungsmaßnahmen waren nötig, so u. a. die Neuverputzung des Innenraums, der wegen des Anstrichs der Mauern mit nicht atmungsaktivem Teer bereits stark bröckelte. Die Kunstgüter der Kirche gingen an verschiedene andere Kirchengemeinden und Kultureinrichtungen im damaligen Kreisgebiet. Der romanische Taufstein ist im November 1977 an die Kirchengemeinde St.-Jacobi-Frauenberg in Nordhausen verkauft worden und noch heute im wiederaufgebauten Querhaus der ehemaligen Frauenbergkirche zu sehen.
Nach der Wende lag zunächst der Schwerpunkt auf der Sicherung der Ruine. 1993 bildete sich der Förderverein, die Kirche wurde grundhaft saniert, und 2005 erfolgte der Einbau eines Gemeinderaums, der eine ganzjährige Nutzung ermöglicht.
Bisher wurden aus Mitteln des Denkmalschutzes der Dachstuhl, die tragende Holzkonstruktion und das Tonnengewölbe repariert. Der Verein strebt zudem eine Rückführung der Kunstgüter in die Kirche und die Wiederherstellung der 1933 sanierten Altarwand an.

## Architektur
Der große Bau im ehemaligen Schlossgarten, mit unbemalten Stichbogenfenstern und ohne Kirchturm, besitzt vier Eingänge, die einst ausgewählten Personen des Dorfes zugeordnet waren (je zwei für das Amt und den Prediger und einen für alle anderen auf der Südseite).
Im Inneren findet sich ein geweißtes Tonnengewölbe, das sich längs von West nach Ost zieht, zwei ebenfalls auf ganzer Länge aufgehängte, einstöckige Emporen, die bis zum Ostgiebel reichen und eine geschnitzte Altarwand mit barocken Elementen. Am Ostgiebel befindet sich außerhalb der Kirche die unterirdische Begräbnisstätte der Grafen von Sayn-Wittgenstein. Die Gruft, deren Zugang in einem verschlossenen Weg hinter der Kanzel liegt, ist allerdings leer.
Anstelle des Turms steht neben der Kirche der Glockenstuhl. Es handelte sich um einen Fachwerkbau mit Ziegeldach und aufliegendem Schwellenkranz auf einem Bruchsteinsockel. Die offenen Gefache sind teilweise mit Latten beschlagen.

## Glocken und Orgel
Die älteren Glocken des Orts stammten aus der Klauskirche. Es waren eine kleine, 1603 gegossene, mit der Aufschrift „an 1603 Walkenrid Hans Wingarten, Hans Lisegang, Matz Hartung“ und eine große Läuteglocke, die im Jahr 1840 sprang und auf Betreiben des damaligen Pastors Wernicke durch den Glockenbauer Stützer in Benneckenstein ersetzt wurde. Diese Glocken hingen bis nach 1945 im Turm der Klauskirche, während der damalige Pfarrer Roever für den freistehenden Glockenstuhl östlich der Oberkirche noch eine weitere kleine Glocke fertigen ließ, die die Aufschrift trug: „Gottes Wort und Luthers Lehr' entgehen nun uns nimmermehr“.
Die Glocken wurden am 18. Juli 1917, bis auf die Läuteglocke von 1603, kriegsbedingt eingeschmolzen. Der Pastor Fahrenbusch ersetzte sie im Jahr 1919 durch zwei Stahlglocken 'fis und 'd der Glockenbauer Ullrich aus Apolda, die den Ton des ehemaligen Geläuts (d-f) verbessern sollten. Somit kam eine neue Stahlglocke in den Klauskirchenturm und eine in den freistehenden Glockenturm an der Oberkirche. Die Einweihung des neuen Geläuts (fis-d-fis) fand am 11. Mai 1919 statt, am 31. August desselben Jahres ging es in Betrieb. Bedingt durch den Zweiten Weltkrieg und die darauf folgende Aufgabe der Kirche kam das Geläut, bis auf die kleine Stahlglocke an der Oberkirche, wieder abhanden. Diese übrig gebliebene, kleine Glocke war jedoch bereits 1958 so stark verrostet, dass auch sie nicht mehr in Betrieb genommen werden konnte.
Die erste Orgel der Kirche stiftete der Graf Johann von Sayn-Wittgenstein 1656 nach der grundlegenden Reparatur der Kapelle im Jahr 1647. Der Klettenberger Amtmann Henckrodt stellte das Positiv ein Jahr später in der Kirche auf. Um diese Orgel zu spielen, musste der Schlossprediger Urbani über eine Umlage auf die damaligen Burgsassen und Dorfbewohner die Pfarreinkünfte erhöhen und davon einen eigenen Organisten anstellen.
Das Orgelpositiv wurde 1718 das erste Mal repariert, wozu der Pfarrer Teile der alten Klauskirche im Dorf verkaufte. Im Jahr 1833 schaffte der Pastor Wernicke durch freiwillige Spenden und ein Gnadengeschenk des preußischen Königs von über 400 Reichstaler eine neue Orgel an, die er durch den Orgelbauer Christian Knauf aus Großtabarz bei Gotha anfertigen ließ. Die zum Geburtstag des Königs Friedrich Wilhelm III., am 3. August 1833 eingeweihte Orgel besaß 76 Pfeifen in 17 Registern und ersetzte damit das wesentlich kleinere Positiv. Sie ist, ebenso wie das Geläut, heute zerstört.